# Rémi Grellety
Rémi Grellety (* 20. Jahrhundert) ist ein französischer Filmproduzent.

## Karriere
Grellety arbeitet seit 2008 für Velvet Film. Seine erste Beteiligung beim französischen Kurzfilm Revenir im Jahr 2008. Zu den bekanntesten Filmen, an denen Grellety mitwirkte zählen Mord in Haiti, I Am Not Your Negro und Der junge Karl Marx.
Für seine Beteiligung an I Am Not Your Negro erhielt er gemeinsam mit Raoul und Hébert Peck bei der Oscarverleihung 2017 eine Nominierung in der Kategorie „Bester Dokumentarfilm“. Im Jahr 2024 erhielt er in derselben Kategorie eine Nominierung für Soundtrack to a Coup d’Etat.

## Filmografie (Auswahl)
- 2008: Revenir (Kurzfilm)
- 2013: Assistance mortelle
- 2013: Deported (Documentary)
- 2014: Mord in Pacot (Meurtre à Pacot)
- 2016: I Am Not Your Negro
- 2017: Der junge Karl Marx (Le jeune Karl Marx)
- 2024: Soundtrack to a Coup d’Etat